# Eois polycima
Eois polycima là một loài bướm đêm trong họ Geometridae.